# مهناز بهمنی
مهناز بهمنی نمایندهٔ دورهٔ نهم مجلس شورای اسلامی و عضو کمیسیون اقتصادی مجلس شورای اسلامی از حوزهٔ انتخابیهٔ سرآب در استان آذربایجان شرقی است.
وی سابقه نمایندگی در دوره نهم مجلس شورای اسلامی را در کارنامه خود دارد.